# New York Jets
Die New York Jets sind eine American-Football-Mannschaft der National Football League (NFL) und spielen dort in der Eastern Division der American Football Conference (AFC). Die Jets haben ihren Sitz in Florham Park, New Jersey. Die Heimspiele werden im MetLife Stadium in East Rutherford ausgetragen, das mit einem anderen Team, den New York Giants, geteilt wird. Von 1984 bis 2010 wurden die Heimspiele der Jets im Giants Stadium ausgetragen.

## Geschichte
Das Team wurde 1959 als Titans of New York gegründet und war damit eines der Gründungsmitglieder der American Football League (AFL). Die ersten Heimspiele wurden im Polo Grounds Stadion ausgetragen. In Folge eines Besitzerwechsels 1963 wurde der Teamname in New York Jets geändert und die Spiele im Shea Stadium ausgetragen. Erster Star der Jets war Quarterback Joe Namath, der auch Protagonist im berühmten „Heidi Game“ (32:43 gegen die Oakland Raiders) war, in dem die NBC 1968 die Spielübertragung beim Stand von 32:29 abbrach und den Kinderfilm Heidi kehrt heim zeigte, sodass das TV-Publikum die beiden Last-Minute-Touchdowns der Raiders verpasste. Unfreiwillig sorgten die Jets dafür, dass seitdem alle Footballübertragungen in voller Länge ausgestrahlt werden. Namath führte die Jets zu ihrem ersten und bisher einzigen Super-Bowl-Titel. Nachdem er vor versammelter Presse „garantiert“ hatte, dass die Jets die favorisierten Baltimore Colts besiegen würden, gewannen sie im Super Bowl III tatsächlich mit 16:7. Dies gilt als eine der größten Sensationen der NFL-Geschichte und Namaths „Garantie“ als eines der bekanntesten Zitate.
Durch die Vereinigung von NFL und AFL 1970 wurde das Team Mitglied der NFL. Als Namath verletzungsbedingt abbaute, versanken die Jets im Mittelmaß, bis das Team in den 1980er-Jahren eine starke Defensive Line aufbaute. Die Linemen Mark Gastineau, Joe Klecko, Marty Lyons und Abdul Salaam erzielten so viele Quarterback Sacks, dass sie in Anlehnung an die berühmte New York Stock Exchange die „New York Sack Exchange“ genannt wurden. Trotzdem gelang es nie, in den Super Bowl einzuziehen. In den 1990er-Jahren wurden die Jets von vielen Fehlgriffen geplagt: Man hielt lange an Coach Rich Kotite fest, obwohl er in zwei Jahren gerade einmal vier Siege einfuhr, während andere Coaches wie Pete Carroll (später Sieger des Super Bowl XLVIII) nie eine echte Chance bekamen, und draftete mit mäßigem Erfolg. Gekrönt wurde diese Negativserie der Jets in der Saison 1996; als man die Regular Season mit einer Bilanz von einem Sieg und 15 Niederlagen abschloss. In den Play-offs 2004 gegen die Pittsburgh Steelers verschoss Jets-Kicker Doug Brien zwei späte Field-Goal-Versuche, von denen beide das Spiel zu Gunsten der Jets entschieden hätten. Am Ende unterlag man mit 17:20. Unter Coach Rex Ryan lebten die Jets ein weiteres Mal auf, angetrieben von einer starken Verteidigung um die Cornerbacks Darrelle Revis und Antonio Cromartie, Linemen Muhammad Wilkerson und D’Brickashaw Ferguson, die die Offense um Center Nick Mangold, Runningback LaDainian Tomlinson und Quarterback Mark Sanchez entlasteten. Trotzdem kam man nicht in den Super Bowl. Seit 2010 sind die Jets nicht mehr in den Play-offs vertreten gewesen.

## Fankultur
Der Spitzname für die Jets ist Gang Green, eine Anspielung auf die grünen Jets-Trikots sowie ein Wortspiel mit der Krankheit Gangräne, die die „Todesgefahr“ ausdrückt, die die Jets für ihre Gegner darstellen. Die größten Rivalen der Jets sind die New England Patriots, insbesondere seitdem Patriots-Coach Bill Belichick 1999 die Jets verließ und für die Patriots sechs Super-Bowl-Titel holte. Zu einem geringeren Maße bestehen Antipathien gegen die Miami Dolphins, vor allem seit ihr Quarterback Dan Marino 1994 kurz vor Schluss so tat, als würde er den Ball spiken, um die Uhr anzuhalten, aber dann den entscheidenden Touchdown zu Mark Ingram warf. Weitere Rivalitäten bestehen mit den Lokalrivalen Buffalo Bills und New York Giants.

## Trainer (Head Coaches)
| #               | Name            | Zeitraum        | Regular Season  | Regular Season  | Regular Season  | Regular Season  | Regular Season  | Play-offs       | Play-offs       | Play-offs       | Erfolge/Auszeichnungen                                                              | Referenz        |                 |                 |                 |                 |                 |
| #               | Name            | Zeitraum        | Spiele          | S               | N               | UE              | Gewonnen%       | Spiele          | S               | N               | Erfolge/Auszeichnungen                                                              | Referenz        |                 |                 |                 |                 |                 |
| New York Titans | New York Titans | New York Titans | New York Titans | New York Titans | New York Titans | New York Titans | New York Titans | New York Titans | New York Titans | New York Titans | New York Titans                                                                     | New York Titans | New York Titans | New York Titans | New York Titans | New York Titans | New York Titans |
| --------------- | --------------- | --------------- | --------------- | --------------- | --------------- | --------------- | --------------- | --------------- | --------------- | --------------- | ----------------------------------------------------------------------------------- | --------------- | --------------- | --------------- | --------------- | --------------- | --------------- |
| 1               | Sammy Baugh     | 1960–1961       | 28              | 14              | 14              | 0               | .500            | –               | –               | –               |                                                                                     | [ 4 ]           |                 |                 |                 |                 |                 |
| 2               | Bulldog Turner* | 1962            | 14              | 5               | 9               | 0               | .357            | –               | –               | –               |                                                                                     | [ 5 ]           |                 |                 |                 |                 |                 |
| New York Jets   |                 |                 |                 |                 |                 |                 |                 |                 |                 |                 |                                                                                     |                 |                 |                 |                 |                 |                 |
| 3               | Weeb Ewbank     | 1963–1973       | 154             | 71              | 77              | 6               | .481            | 3               | 2               | 1               | Super Bowl III                                                                      | [ 6 ]           |                 |                 |                 |                 |                 |
| 4               | Charley Winner  | 1974–1975       | 23              | 9               | 14              | 0               | .391            | –               | –               | –               |                                                                                     | [ 7 ]           |                 |                 |                 |                 |                 |
| 5               | Ken Shipp* 1    | 1975            | 5               | 1               | 4               | 0               | .200            | –               | –               | –               |                                                                                     | [ 8 ]           |                 |                 |                 |                 |                 |
| 6               | Lou Holtz*      | 1976            | 13              | 3               | 10              | 0               | .214            | –               | –               | –               |                                                                                     | [ 9 ]           |                 |                 |                 |                 |                 |
| 7               | Mike Holovak 2  | 1976            | 1               | 0               | 1               | 0               | .000            | –               | –               | –               |                                                                                     | [ 10 ]          |                 |                 |                 |                 |                 |
| 8               | Walt Michaels*  | 1977–1982       | 87              | 39              | 47              | 1               | .454            | 4               | 2               | 2               | Pro Football Weekly NFL Trainer des Jahres (1978) UPI NFL Trainer des Jahres (1978) | [ 11 ]          |                 |                 |                 |                 |                 |
| 9               | Joe Walton*     | 1983–1989       | 111             | 53              | 57              | 1               | .482            | 3               | 1               | 2               |                                                                                     | [ 12 ]          |                 |                 |                 |                 |                 |
| 10              | Bruce Coslet    | 1990–1993       | 64              | 26              | 38              | 0               | .406            | 1               | 0               | 1               |                                                                                     | [ 13 ]          |                 |                 |                 |                 |                 |
| 11              | Pete Carroll    | 1994            | 16              | 6               | 10              | 0               | .378            | –               | –               | –               |                                                                                     | [ 14 ]          |                 |                 |                 |                 |                 |
| 12              | Rich Kotite     | 1995–1996       | 32              | 4               | 28              | 0               | .125            | –               | –               | –               |                                                                                     | [ 15 ]          |                 |                 |                 |                 |                 |
| 13              | Bill Parcells   | 1997–1999       | 48              | 29              | 19              | 0               | .604            | 2               | 1               | 1               |                                                                                     | [ 16 ]          |                 |                 |                 |                 |                 |
| 14              | Al Groh*        | 2000            | 19              | 9               | 7               | 0               | .563            | –               | –               | –               |                                                                                     | [ 17 ]          |                 |                 |                 |                 |                 |
| 15              | Herman Edwards  | 2001–2005       | 80              | 39              | 41              | 0               | .488            | 5               | 2               | 3               |                                                                                     | [ 18 ]          |                 |                 |                 |                 |                 |
| 16              | Eric Mangini    | 2006–2008       | 48              | 23              | 25              | 0               | .479            | 1               | 0               | 1               |                                                                                     | [ 19 ]          |                 |                 |                 |                 |                 |
| 17              | Rex Ryan        | 2009–2014       | 96              | 46              | 50              | 0               | .479            | 6               | 4               | 2               |                                                                                     | [ 20 ]          |                 |                 |                 |                 |                 |
| 18              | Todd Bowles     | 2015–2018       | 64              | 24              | 40              | 0               | .375            | –               | –               | –               |                                                                                     | [ 21 ]          |                 |                 |                 |                 |                 |
| 19              | Adam Gase       | 2019–2020       | 32              | 9               | 23              | 0               | .281            | –               | –               | –               |                                                                                     | [ 22 ]          |                 |                 |                 |                 |                 |
| 20              | Robert Saleh*   | 2021–2024       | 56              | 20              | 36              | 0               | .357            | –               | –               | –               |                                                                                     | [ 23 ]          |                 |                 |                 |                 |                 |
| 21              | Jeff Ulbrich* 3 | 2024            | 12              | 3               | 9               | 0               | .250            | –               | –               | –               |                                                                                     | [ 24 ]          |                 |                 |                 |                 |                 |
| 22              | Aaron Glenn*    | 2025–           | 0               | 0               | 0               | 0               | –               | –               | –               | –               |                                                                                     | [ 25 ]          |                 |                 |                 |                 |                 |

| #         | Reihenfolge der Trainer                                 |
| Spiele    | Spiele als Trainer                                      |
| S         | Siege                                                   |
| N         | Niederlagen                                             |
| UE        | Unentschieden                                           |
| Gewonnen% | Siegquote                                               |
| *         | Ausschließlich bei den Titans/Jets als Head Coach aktiv |

## Spieler

### Aktueller Kader
| Abkürzungen der Spieler-Positionen im American Football | Abkürzungen der Spieler-Positionen im American Football |
| ------------------------------------------------------- | --- |
| Offense                                                 | QB – Quarterback \| RB – Runningback \| FB – Fullback \| TE – Tight End \| E/WR – Wide Receiver \| T – Tackle \| G – Guard \| C – Center |
| Defense                                                 | DT – Defensive Tackle \| DE – Defensive End \| NT – Nose Tackle \| LB – Linebacker \| ILB – Inside Linebacker \| MLB – Middle Linebacker \| OLB – Outside Linebacker \| CB – Cornerback \| NB – Nickelback \| FS – Free Safety \| SS – Strong Safety |
| Special Teams                                           | K – Kicker \| P – Punter \| KS – Kicking Specialist \| KOS – Kickoff Specialist \| LS – Long Snapper \| RS – Return Specialist \| KOR/KR – Kick Returner \| PR – Punt Returner \| PP – Punt Protector                                                |

### Mitglieder in der Pro Football Hall of Fame
| Trikotnummer | Name                | Position         | Für die Jets Aktiv  | Jahr der Aufnahme |
| ------------ | ------------------- | ---------------- | ------------------- | ----------------- |
| –            | Sammy Baugh         | Head Coach       | 1960–1961           | 1963              |
| –            | Weeb Ewbank         | Head Coach       | 1963–1973           | 1978              |
| 12           | Joe Namath          | QB               | 1965–1976           | 1985              |
| 13           | Don Maynard         | WR               | 1960–1972           | 1987              |
| 44           | John Riggins        | RB               | 1971–1975           | 1992              |
| 42           | Ronnie Lott         | DB               | 1993–1994           | 2000              |
| 81           | Art Monk            | WR               | 1994                | 2008              |
| 28           | Curtis Martin       | RB               | 1998–2005           | 2012              |
| –            | Bill Parcells       | Head Coach GM    | 1997–1999 1997–2000 | 2013              |
| –            | Ron Wolf            | Funktionär       | 1990–1991           | 2015              |
| 4            | Brett Favre         | QB               | 2008                | 2016              |
| 99           | Jason Taylor        | LB               | 2010                | 2017              |
| 21           | LaDainian Tomlinson | RB               | 2010–2011           | 2017              |
| 68           | Kevin Mawae         | C                | 1998–2005           | 2019              |
| 24, 22       | Ty Law              | CB               | 2005, 2008          | 2019              |
| 22           | Ed Reed             | S                | 2013                | 2019              |
| 27           | Steve Atwater       | S                | 1999                | 2021 1            |
| 75           | Winston Hill        | T                | 1963–1976           | 2021 1            |
| 66           | Alan Faneca         | G                | 2008–2009           | 2021              |
| 73           | Joe Klecko          | Defensive Tackle | 1977–1987           | 2023              |
| 24           | Darrelle Revis      | Cornerback       | 2015–2016           | 2023              |

### Trikotnummern, die nicht mehr vergeben werden
| Nummer | Name          | Position         | Jahre gespielt |
| ------ | ------------- | ---------------- | -------------- |
| 12     | Joe Namath    | Quarterback      | 1965–1976      |
| 13     | Don Maynard   | Wide Receiver    | 1960–1972      |
| 28     | Curtis Martin | Runningback      | 1998–2005      |
| 73     | Joe Klecko    | Defensive Tackle | 1977–1987      |
| 90     | Dennis Byrd   | Defensive End    | 1989–1992      |
| Jacket | Weeb Ewbank   | Head Coach       | 1963–1973      |

### Ring of Honor
Die Jets ehren verdiente Spieler, Trainer und Funktionäre auf dem Ring of Honor.

## Bilanzen und Rekorde
New York Jets/Zahlen und Rekorde stellt wichtige Rekorde bei den Jets, die Saisonbilanzen und die Erstrunden Draft-Picks seit 1960 dar.